# Betz (Oise)
Betz ist eine französische Gemeinde mit 1.118 Einwohnern (Stand 1. Januar 2022) im Département Oise in der Region Hauts-de-France. Sie gehört zum Arrondissement Senlis und zum Kanton Nanteuil-le-Haudouin.

## Lage
Die Gemeinde Betz liegt am Flüsschen Grivette, 25 Kilometer nördlich von Meaux und 30 Kilometer östlich von Senlis.

## Bevölkerungsentwicklung
| Jahr                       | 1962 | 1968 | 1975 | 1982 | 1990 | 1999 | 2006 | 2014 | 2021 |
| -------------------------- | ---- | ---- | ---- | ---- | ---- | ---- | ---- | ---- | ---- |
| Einwohner                  | 459  | 457  | 531  | 640  | 871  | 934  | 992  | 1133 | 1121 |
| Quellen: Cassini und INSEE |      |      |      |      |      |      |      |      |      |

## Sehenswürdigkeiten
- Kirche Saint-Germain
- Schloss Betz, vom marokkanischen König Mohammed VI. regelmäßig bewohnt
- weiteres Schloss
- Wasserturm
- Soldatenfriedhof

## Städtepartnerschaft
- Skhirat (Marokko)